# Carlo Chiodini
Carlo Chiodini (Vittuone, 18 dicembre 1933 – Vittuone, 22 marzo 2010) è stato uno scultore e pittore italiano.

## Biografia

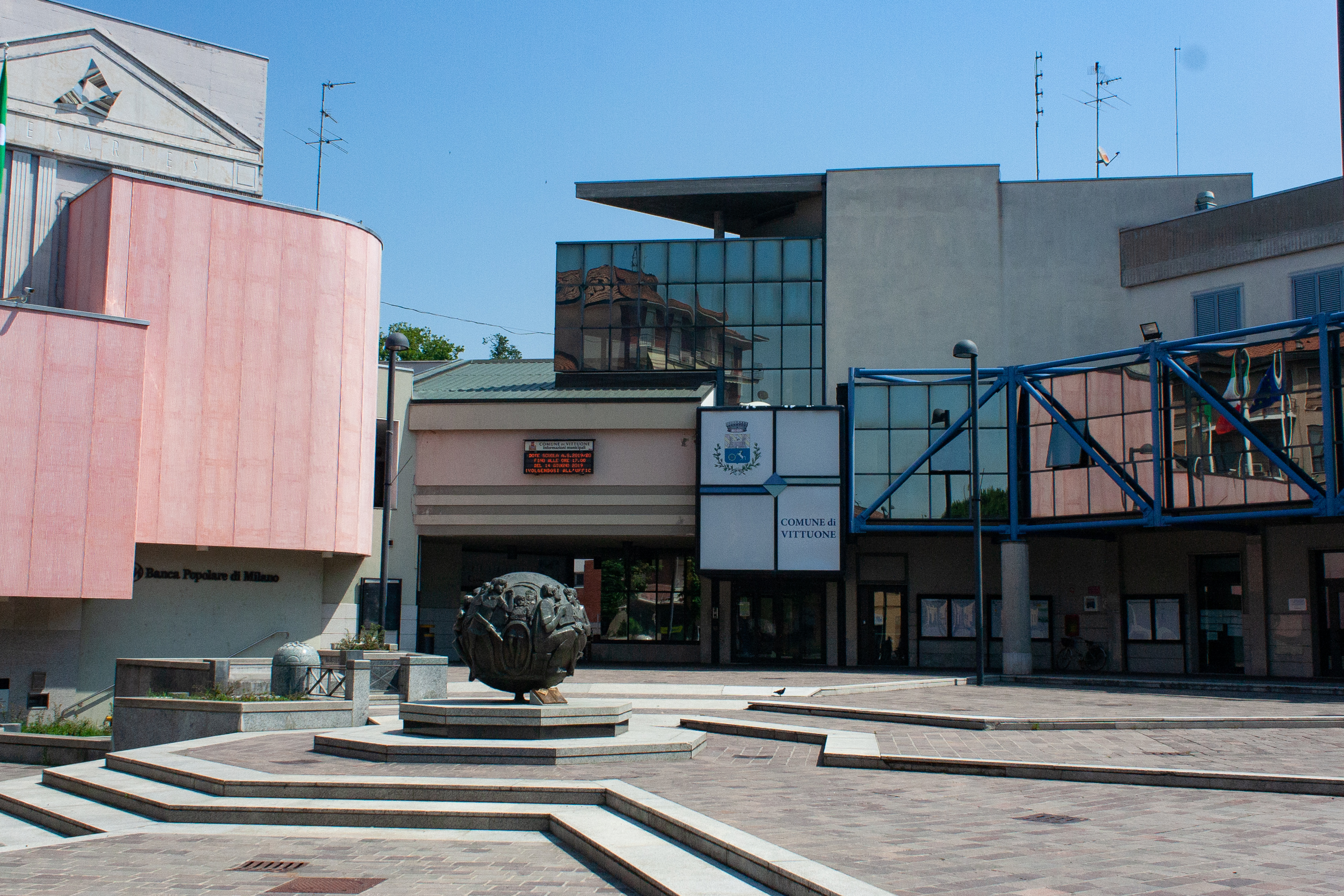
Piazza Italia a Vittuone, paese natale di Carlo Chiodini; al centro si trova una singolare scultura girevole dell'artista

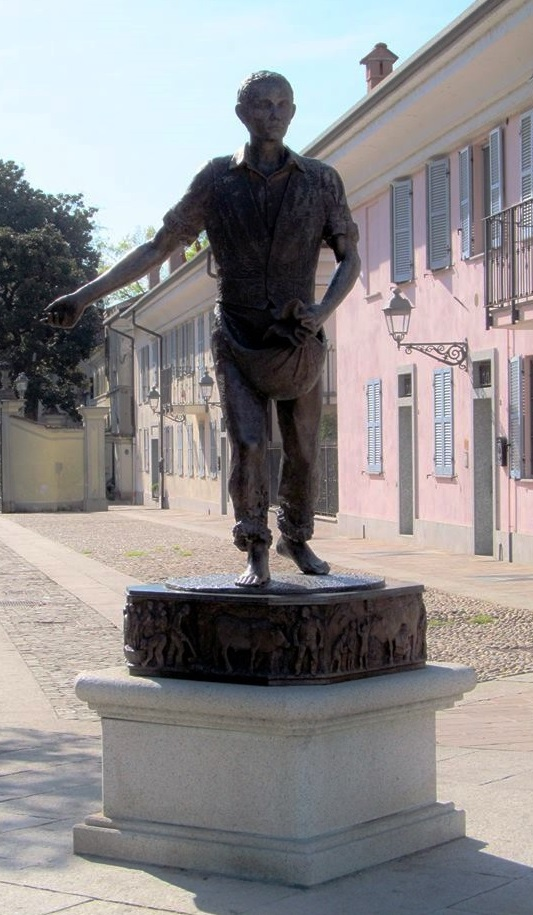
Carlo Chiodini, Monumento al seminatore nell'omonima piazza del comune di Sedriano (MI)

Carlo Chiodini nacque a Vittuone nel 1933 dove, negli anni della giovinezza, ebbe modo di lavorare dapprima come bracciante agricolo e successivamente come muratore. Data la sua naturale inclinazione all'arte, ad ogni modo, non rinunciò al sogno di proseguire i suoi studi in questo settore e frequentò quindi l'Accademia di belle arti di Brera a Milano, dove si diplomò a pieni voti a trent'anni nel 1963, ricevendo la medaglia d'oro da Paolo Candiani.
Nelle sue opere, trasse sempre ispirazione nei suoi temi dalla campagna lombarda e dalla realtà dei paesi, avvicinandosi pittoricamente alla corrente del chiarismo lombardo.
Nel campo della scultura, si specializzò nella lavorazione di diversi materiali, dal gesso, al cemento, al bronzo con opere nella nativa Vittuone (scultura nella piazza principale, portale bronzeo della chiesa, crocifisso della parrocchiale e altare di San Giuseppe lavoratore) nonché a Sedriano (piazza del seminatore), Corbetta (monumento a Pierino Beretta, 1989) Barlassina, Locate Triulzi ed altri luoghi in Lombardia. Lavorò anche come medaglista per la storica ditta Lorioli. Ancora giovane studente, negli anni '60 ricevette dall'allora arcivescovo Giovanni Colombo l'incarico di realizzare una via crucis per la chiesa della Madonna della Medaglia Miracolosa di Milano, che venne da lui stesso benedetta apprezzando il lavoro dell'artista. Altre opere sacre vennero successivamente realizzate per la chiesa di Milano su commissione dell'arcivescovo Carlo Maria Martini.